# Alfred Goldenberg

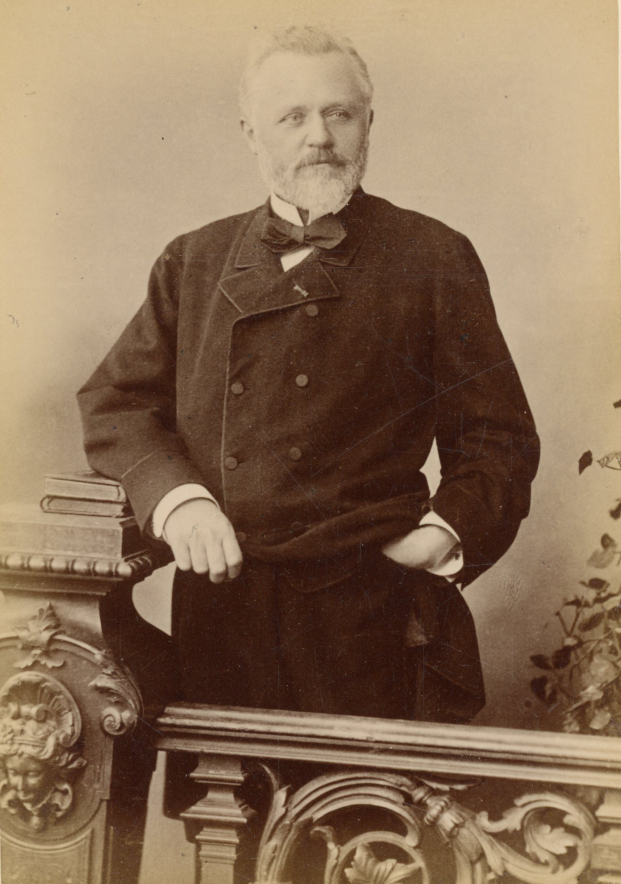
Alfred Goldenberg (1888)

Alfred Goldenberg (* 28. Januar 1831 in Molsheim; † November 1897 in Zornhoff) war Fabrikant und Mitglied des Deutschen Reichstags.

## Leben
Goldenbergs Familie kommt ursprünglich aus Remscheid, benannt nach dem dortigen Goldenberg. Sein Großvater Gustav Goldenberg besaß dort Anfang des 18. Jh. mehrere Betriebe für Eisenverarbeitung und Hammerwerke im Herzogtum Berg. Die Familie siedelte 1818 aus politischen Gründen nach Baerenthal im Département Moselle in der Region Lothringen. Sein Vater Paul Friedrich Albert Goldenberg gründete zwischen 1833 und 1835 ein Werk in Dorlisheim und kaufte ein weiteres Werk in Zornhoff im heutigen Saverne im Département Bas-Rhin in der Region Elsass.
Alfred Goldenberg arbeitete zunächst als Ingenieur in der eisenverarbeitenden Industrie einige Jahre in England, kehrte 1862 zurück nach Zornhoff-Monswiller und übernahm mit seinem Vater die inzwischen umfangreichen Fabriken. Zwischen 1840 und 1844 erhielt die Firma Goldenberg & Cie mehrere Patente für Kaffeemühlen. – 1872 erhielt er den Monthyon-Preis für eine Erfindung gegen die Nachteile des Trockenschleifens, weiter veröffentlichte er über landwirtschaftliche und forstwirtschaftliche Fragen.

## Politik
1863 war er Mitglied des Bezirkstages im Unterelsaß, seit 1875 Mitglied des Landesausschusses und von 1864 bis 1869 Maire von Mansweiler.
Von 1880 bis 1890 war er Mitglied des Deutschen Reichstages für die Elsässische Protestpartei und den Wahlkreis Elsaß-Lothringen 11 (Zabern). Im Jahre 1880 hatte er eine Nachwahl für den ausgeschiedenen Abgeordneten Carl August Schneegans gewonnen.
1879 wurde er mit dem Kronenorden III. Klasse ausgezeichnet.